# Traktat paryski (1856)

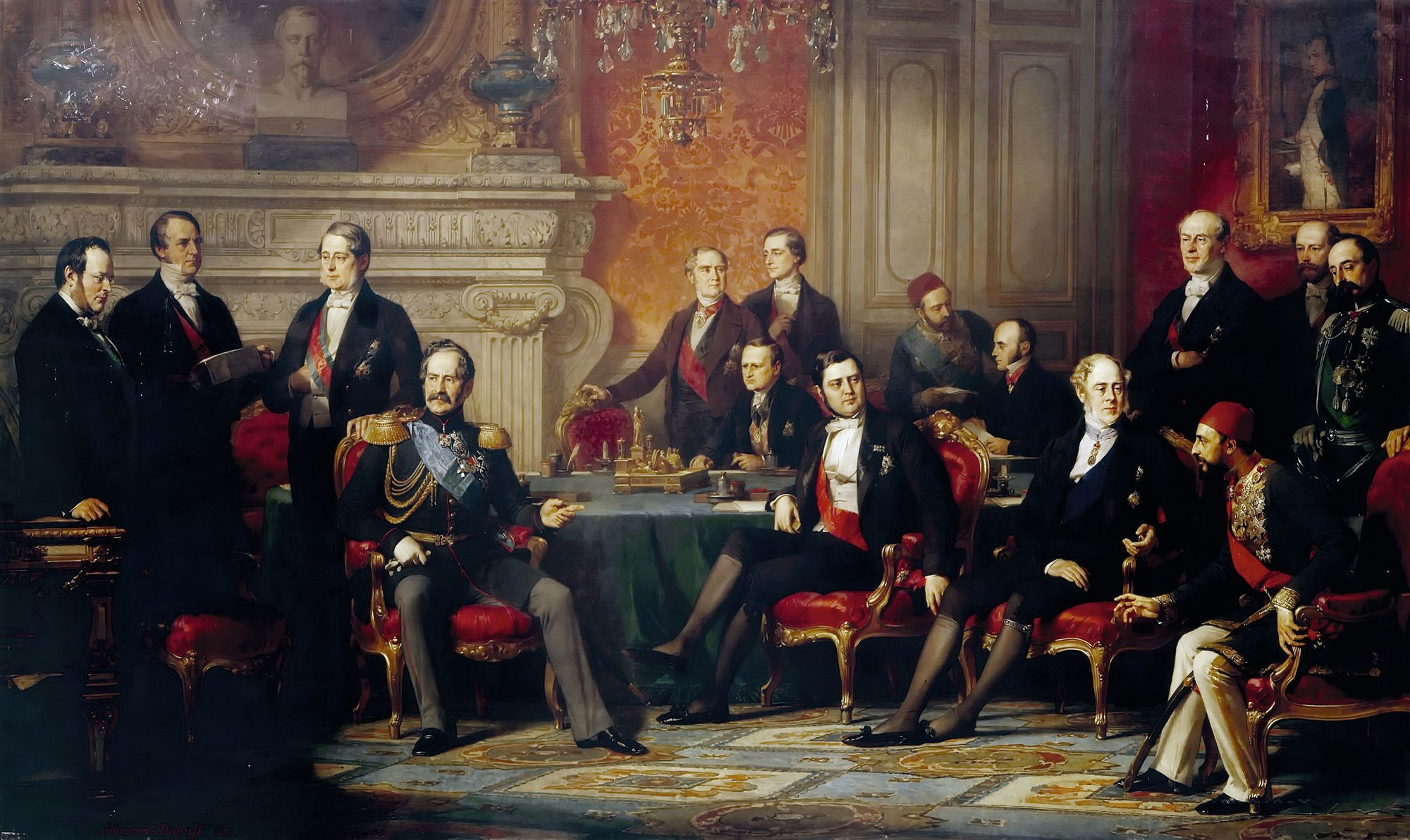
Sygnatariusze traktatu. Siedzą, od lewej: Orłow, Walewski, Clarendon i Ali Pasza

Traktat paryski (Traktat o pokoju i przyjaźni) – traktat pokojowy zawarty 30 marca 1856 na zakończenie obradującego od 25 lutego kongresu przedstawicieli Francji, Anglii, Turcji, Austrii, Sardynii i Rosji.

## Okoliczności zawarcia traktatu
Wynegocjowany traktat miał regulować główne problemy związane z tzw. kwestią wschodnią oraz z bezpośrednimi przyczynami wybuchu wojny krymskiej. Pierwszy plan rozwiązania konfliktu został przedstawiony już w 1854 przez Francję, Wielką Brytanię, Austrię i Prusy, a 18 lipca Napoleon III przesłał go do Petersburga. Był to czteropunktowy projekt zakładający wspólny protektorat pięciu mocarstw nad księstwami naddunajskimi oraz społecznością chrześcijańską w Turcji. Gwarantować miał także wolność żeglugi na Dunaju i międzynarodową kontrolę nad jego ujściem. Zapowiedziano też rewizję konwencji londyńskiej z 1841 roku. 26 sierpnia 1854 strona rosyjska plan ten odrzuciła. Tymczasem do wojny po stronie mocarstw zachodnich dołączyła Sardynia, a 2 grudnia 1854 Austria zawarła z nimi układ polityczny zobowiązujący ją do ochrony księstw naddunajskich i zabezpieczający jej interesy w północnych Włoszech na wypadek konfliktu z Rosją. Na przełomie 1854 i 1855 doszło do próby negocjacji pokojowych w Wiedniu, jednak zakończyła się ona fiaskiem, podobnie jak rozmowy w marcu z udziałem Turcji.
W grudniu 1855 po uzgodnieniach z Anglią i Francją Austria wystosowała do Rosji nowy, pięciopunktowy projekt traktatu, tym razem w formie ultimatum. W tym okresie siły sprzymierzonych zajęły już obszar Krymu z Sewastopolem, natomiast Austria okupowała księstwa naddunajskie – Mołdawię i Wołoszczyznę. Trudna sytuacja na froncie spowodowała zatem zgodę Rosji na przyjęcie planu austriackiego jako podstaw przyszłego pokoju.

## Postanowienia traktatu
Traktat o pokoju i przyjaźni podpisano 30 marca 1856.
- Rosja musiała zwrócić Turcji miasto Kars.
- Rosja musiała zwrócić Mołdawii część południowej Besarabii (zajętej w 1812 po traktacie w Bukareszcie).
- Morze Czarne zostało zamknięte dla okrętów wojennych.
- Turcji i Rosji zakazano utrzymywania obiektów wojskowych na jego wybrzeżu.
- Zaakceptowano politykę sułtana, który 18 lutego wydał firman zapewniający równość i bezpieczeństwo wobec poddanych wszystkich religii.
- Wprowadzono również wolność żeglugi na Dunaju i utworzono Europejską Komisję d/s. Żeglugi na Dunaju[3].
- Hospodarstwa Mołdawii i Wołoszczyzny pozostawiono Turcji jako protektoraty, z zachowaniem szerokiej autonomii.
- Zapowiedziano powołanie dwóch komisji międzynarodowych:
  - do usunięcia przeszkód w żegludze natury technicznej
  - oraz komisji nadbrzeżnej.

Ponadto
- Zawarta została nowa konwencja w sprawie cieśnin czarnomorskich, nie zmieniała ona jednak postanowień z 1841.
- Mocarstwa zobowiązały Rosję do demilitaryzacji Wysp Alandzkich.
- 15 kwietnia Anglia, Austria i Francja zawarły układ, w którym przestrzegły, że naruszenie postanowień traktatu będzie uznane za casus belli[4].
- Mołdawia i Wołoszczyzna zostały zmuszone do zniesienia niewolnictwa Romów
- 16 kwietnia wszyscy sygnatariusze traktatu wydali Deklarację w przedmiocie prawa wojny morskiej, która znosiła korsarstwo oraz po raz pierwszy kodyfikowała pojęcie blokady morskiej.

Część postanowień zmienił Traktat londyński (1871), dozwalając Rosji i Turcji na posiadanie floty wojennej na Morzu Czarnym oraz wznoszenie obiektów wojskowych na wybrzeżu czarnomorskim. Traktat berliński (1878) w art. 63 potwierdzał układy paryski i londyński w tych wszystkich postanowieniach, które nie zostały uchylone lub zmienione przez postanowienia poprzedzające.